# ルツェルン・カルチャー・コングレスセンター

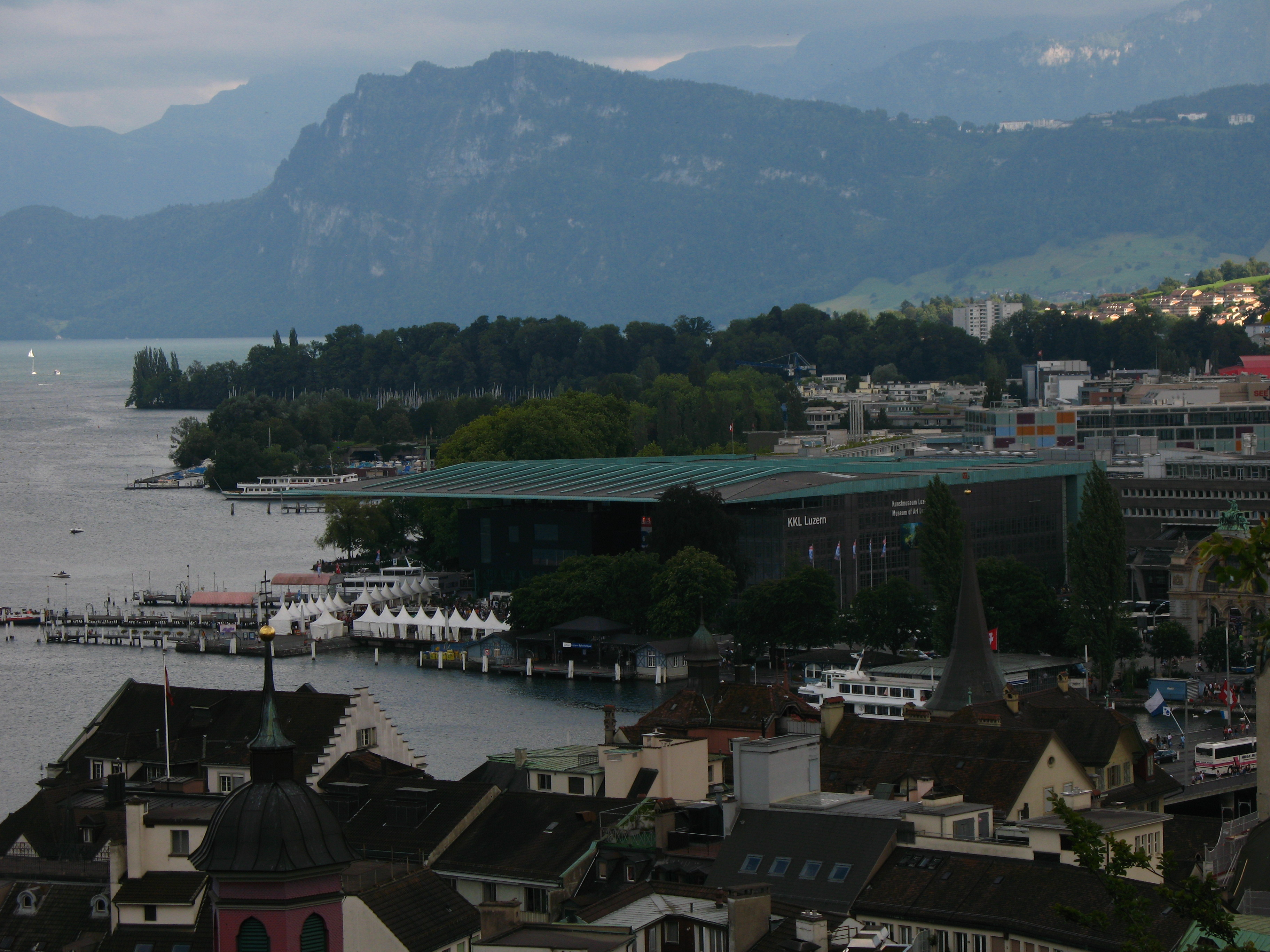
ルツェルン・カルチャー・コングレスセンター

ルツェルン・カルチャー・コングレスセンター（ドイツ語: Kultur- und Kongresszentrum Luzern, 略称KKL）は、スイス中央部、ルツェルンにある複合文化施設で、ルツェルン国鉄駅に隣接した位置にある。ルツェルン文化会議センターとも。
ルツェルン・カルチャー・コングレスセンター(KKL)内のコンサートホールは、世界トップクラスのオーケストラ、指揮者、演奏家たちが集まるルツェルン・フェスティバル（ルツェルン音楽祭）のメイン会場となる。コンサートホールに加え、ルツェルンホール、オーディトリウムなど大小さまざまな会議やコンヴェンションに対応できる設備を整えている。
ルツェルン美術館もKKL内にあり、ルネサンスから現代までのスイス人芸術家の作品を中心としたコレクションに加え、数々の特別展も開催されている。
KKLはフランス人の有名建築家、ジャン・ヌーヴェルがデザインした。建物はルツェルン湖畔に建ち、巨大は庇の一部が湖の上にまで張り出している。レストランや劇場のホワイエから湖を眺める時に、この巨大な庇が直射光をカットしている。ルツェルン湖から引きこまれた2本の水路が、KKL館内をコンサートホール、ルツェルンホール、ルツェルン美術館の3つのセクションに分ける役割を果たしている。